# Club omnisports de Meknès
Il Club omnisports de Meknès (in arabo النادي المكناسي), abbreviato in CODM, è una società calcistica marocchina della città di Meknès, fondata nel 1962. Milita nella Botola 2, la seconda divisione del campionato marocchino di calcio, e disputa le partite interne allo Stadio d'onore di Meknès (20 000 posti).

## Palmarès

### Competizioni nazionali
- Campionato marocchino: 1

1994-1995
- Coppa del Marocco: 1

1965-1966
- Campionato marocchino di seconda divisione: 2

2010-2011, 2023-2024

### Altri piazzamenti
- Campionato marocchino:

terzo posto: 1964-1965
- Coppa del Marocco:

finalista: 1980-1981, 1998-1999, 2010-2011
semifinalista: 1982-1983